# 三隅町 (島根県)
三隅町（みすみちょう）は、かつて島根県の西部にあった町。那賀郡に属した。
2005年10月1日、浜田市・旭町・金城町・弥栄村と合併して浜田市となった。

## 地理
島根県の西部の日本海に面した。
- 河川：三隅川

## 歴史
- 1927年（昭和2年）4月1日 - 三隅村・西隅村が合併して発足。
- 1955年（昭和30年）4月1日 - 黒沢村・岡見村・三保村および井野村の一部（字羽原を除く大字室谷）・大麻村の一部（大字東平原・折居の各一部）と合併し、改めて三隅町が発足。
- 2005年（平成17年）10月1日 - 浜田市・金城町・旭町・弥栄村と合併し、改めて浜田市が発足。同日三隅町廃止。

## 教育
町内に高等学校はない。
- 中学校
  - 三隅町立三隅中学校
- 小学校
  - 三隅町立三隅小学校
  - 三隅町立岡見小学校
  - 三隅町立井野小学校
  - 三隅町立井野小学校室谷分校

## おもな施設
- 三隅発電所
- 三隅運動公園（野球場、陸上競技場、温水プールなどを備える）

## 経済

### 商業
- スーパーマーケット
  - サンプラム
  - Aコープみすみ店
  - 共同青果三保店

### 工場・事業所を置く主要企業
- 中国電力三隅発電所
- キーパー三隅工場

### 放送局
- ひゃこるネットみすみ（浜田市三隅ケーブルテレビ）

## 特産品
- 石州和紙

## 交通

### 鉄道
- 西日本旅客鉄道
  - 山陰本線：三保三隅駅 - 岡見駅

### バス
三隅町生活路線バス（ひゃこるバス）

### 道路
- 一般国道
  - 国道9号

### 港湾
- 三隅港（重要港湾）
  - 三隅発電所で燃料として使用する石炭を主に輸入している。